# Sylvain Lebel (auteur-compositeur)
Pour le monteur canadien, voir Sylvain Lebel (monteur).
Sylvain Lebel est un auteur-compositeur et éditeur gastronome français, né le 6 février 1948 à Douvres-la-Délivrande.

## Biographie
Il étudie les Lettres à Caen. En 1985, il écrit Le Géant de papier, composé par Jeff Barnel, chanté par Jean-Jacques Lafon et en 1986 Les bêtises chanté par Sabine Paturel. Il a co-écrit A ma manière avec Pascal Sevran pour Dalida.
Le premier interprète de l’auteur sera Serge Reggiani rencontré grâce à Annie Noël, qui gère alors le cabaret où se produit Sylvain. Pour Serge, il écrit La Cinquantaine, L’Arabe, Ma dernière volonté et Si c’était à recommencer, entre autres. La collaboration se poursuivra jusqu’en 1999, année où Serge enregistre Le Prof. Sylvain Lebel est l’un des fondateurs de l’Association des auteurs, compositeurs et éditeurs gastronomes (ACEG).
En 2012 sort Tant de temps, album posthume d'Henri Salvador composé de titres inédits enregistrés en 1999. La chanson Tant de temps, dont les paroles sont de Sylvain Lebel et donne son nom à l'album, est enregistrée comme duo posthume avec Henri Salvador et Céline Dion. Le titre est présent sur l'album de la chanteuse Sans attendre en 2012. Christian Loigerot en est le compositeur, il a déjà travaillé à plusieurs reprises avec la Canadienne entre 1982 et 1985, pour Mon ami m'a quittée entre autres.

## Distinctions

### Récompenses
- 1985 : Grand prix de l'UNAC (Union nationale des Auteurs-Compositeurs) pour Le Géant de papier[4].
- 1987 : Prix Vincent-Scotto[4].
- 2005 : Grand prix de l'UNAC (Union nationale des Auteurs-Compositeurs) pour la chanson Humaine[4].

### Décorations
- Officier de l'ordre des Arts et des Lettres Il est promu au grade d’officier le 23 mars 2017[5].